# Жиан
Жианкарло Діас Дантас (порт. Giancarlo Dias Dantas, нар. 25 серпня 1974, Сертанежа) — бразильський футболіст, що грав на позиції півзахисника.

## Клубна кар'єра
Розпочав займатись футболом у клубі «Матсубара», з якого 1990 року потрапив в академію клубу «Васко да Гама», де і почав залучатись з 1902 року до матчів першої команди. Відіграв за команду з Ріо-де-Жанейро наступні шість сезонів своєї ігрової кар'єри. За цей час виборов титул чемпіона Бразилії в 1997 році і Кубок Лібертадорес в 1998 році, а також став чотириразовим переможцем чемпіонату штату, Ліги Каріока. У 1997 році також грав на правах оренди за «Америка» (Натал).
1999 року, погравши недовго за «Матоненсе», Жиан відправився до Європи, де три сезони виступав за швейцарський «Люцерн». Він повернувся до Бразилії у 2002 році, щоб захищати кольори клубу «Португеза Сантіста».
У 2003 році став гравцям клубу «Клуб Ремо». У своєму першому сезоні він виграв з клубом чемпіонат штату Пара і отримав звання найкращого півзахисника ліги. У 2004 році «Ремо» знову став чемпіоном штату, на цей раз із 100 % успіхом — 14 ігор та 14 перемога, а Жиан був визнаний найкращим гравцем. Півзахисник також грав за «Ремо» у 2005 році, але покинув клуб після першого кола і в подальшому грав за ряд інших бразильських клубів. Єдиним успіхом стало виграш чемпіонату штату у 2006 році із «Сеарою».

## Виступи за збірні
1991 року дебютував у складі юнацької збірної Бразилії (U-17), з якою виграв юнацький чемпіонат Південної Америки. Загалом на юнацькому рівні взяв участь у 4 іграх.
1993 року у складі молодіжної збірної Бразилії став переможцем молодіжного чемпіонату світу 1993 року в Австралії, де у 6 матчах забив 3 голи і з шістьма іншими гравцями став найкращим бомбардиром турніру.

## Титули і досягнення

### Командні
- Чемпіон світу (U-20): 1993
- Чемпіон Південної Америки (U-17): 1991
- Чемпіон Бразилії (1):

«Васко да Гама»: 1997
- Переможець Ліги Каріока (4):

«Васко да Гама»: 1992, 1993, 1994, 1998
- Переможець Параенсе (2):

«Клуб Ремо»: 2003, 2004
- Переможець Ліги Сеаренсе (1):

«Сеара»: 2006
- Володар Кубка Лібертадорес (1):

«Васко да Гама»: 1998

### Особисті
- Найкращий бомбардир молодіжного чемпіонату світу 1993 року: (3 голи)